# Joe Harnell
Joseph „Joe“ Harnell (* 2. August 1924 in New York City; † 14. Juli 2005 in Sherman Oaks, Los Angeles) war ein US-amerikanischer Jazz- und Unterhaltungsmusiker (Piano, Komposition, Arrangement), der vor allem mit dem Song „Fly Me to the Moon“, des Weiteren als Filmkomponist bekannt wurde.

## Leben und Wirken
Joe Harnell

(1977)

Link zum Bild

(Bitte Urheberrechte beachten)
Harnell wuchs in der Bronx auf und spielte er mit 13 Jahren in der Klezmer-Band seines Vaters. Bevor er die Christopher Columbus High School abschloss, arbeitete er im Sommer im Concord und Grossinger's Catskill Resort Hotel, außerdem mit Shorty Rogers, Harry DeVito und Hugo Montenegro Jazz in den Bierlokalen der Bronx. Fasziniert von Bebop hielt er sich in den Jazzclubs der 52nd Street auf, in denen ihn Dizzy Gillespie ihn für seine Big Band engagierte. Hwrnell arbeitete auch bei Lester Lanin sowie mit Sonny Dunham, Muggsy Spanier und in Henry Jeromes Avantgarde-Ensemble, zu dem Leonard Garment und Alan Greenspan (Tenorsaxophon) gehörten. Während des Zweiten Weltkriegs forderte Glenn Miller ihn auf, sich seiner Band anzuschließen; dieser war dann aber in Europa stationiert, bevor Harnell die Grundausbildung beendet hatte. Bei Kriegsende spielte er Klavier, schrieb Arrangements und dirigierte eine Air Force-Jazzband namens Jive Bombers, die durch Frankreich und Deutschland tourte, wo er Dave Brubeck traf. Er erhielt dann ein Stipendium für ein Studium bei Nadia Boulanger in Paris und bei William Walton am Trinity College of Music in London. In den Nachkriegsjahren setzte Harnell seine Ausbildung bei Aaron Copland in Tanglewood fort; Unterricht hatte er außerdem bei Darius Milhaud, Ernst Toch und Leonard Bernstein.
In den 1950er- und 60er Jahren spielte, schrieb, arrangierte und dirigierte Harnell für Frank Sinatra, Tony Bennett, Judy Garland, Lena Horne, Mario Lanza, Beverly Sills, Peggy Lee (Things Are Swingin’,  1958), Harry Richman, Jane Froman, Carol Lawrence, Robert Goulet und Marlene Dietrich. In der Zeit der Präsidentschaft von Gerald Ford trat er im Weißen Haus mit Pearl Bailey auf, mit der er viele Jahre zusammengearbeitet hatte. Er war auch aktives Mitglied der American Society of Music Arrangers and Composers (ASMAC) und war zeitweise deren Präsident.
1962 nahm er einen wenig bekannten Walzer von Bart Howard, „In Other Words“, arrangierte ihn für Klavier und Tanzorchester, stellte ihn auf den neuen Bossa-Nova-Rhythmus ein und änderte den Titel in „Fly Me to the Moon“. Es verkaufte sich über zwei Millionen Mal und Harnell erhielt mit dem Song 1963 eine Grammy-Auszeichnung. In den folgenden Jahren nahm er 18 Alben als Orchesterleiter und Pianist auf und erhielt drei Emmy-Nominierungen für seine Arbeit. Ferner war er musikalischer Leiter der Agentur Gray Advertising und komponierte  und arrangierte Hunderte von Werbespots für Kunden wie Hertz, Rheingold, Procter & Gamble und P. Lorillard.
Joe Harnell His Piano & Orchestra

Fly Me to the Moon and The Bossa Nova Pops (1962)

Front Cover

Kapp KS3318

Link zum Bild

(Bitte Urheberrechte beachten)
In den frühen 1960ern nahm Harnell für Jubilee das Album Joe Harnell and His Trio (mit Russ Saunders, Bass, und Stan Krell, Schlagzeug) auf, für Kapp Records die beiden Alben  Fly Me to the Moon and the Bossa Nova Pops und More Joe Harnell, More Bossa Nova Pops (u. a. mit Phil Bodner, Al Caiola, Tony Mottola, Milt Hinton und Bobby Rosengarden, 1963). Im Bereich des Jazz war er laut Tom Lord zwischen 1958 und 1968 an 14 Aufnahmesessions beteiligt, etwa mit Blossom Dearie und Marlene VerPlanck (A Breath of Fresh Air, 1968). Zu seinen populärsten Songs gehörten „Cinderella Twist“ and „Funny Bunny“.
Von 1967 bis 1973 arbeitete er in der Mike Douglas Show, in der er mit Stars wie Judy Garland, Pearl Bailey, Tony Bennett und Louis Armstrong auftrat. Es folgte die Verbindung mit Ralph Edwards’ Show $100.000 Name That Tune. 1973 zog er nach Kalifornien, wo er für das Fernsehen arbeitete, darunter für populäre Filme und Serien wie The Bionic Woman, The Incredible Hulk und Alien Nation. Zu seinen späteren Aktivitäten gehörten das Unterrichten von Film- und Fernsehmusik an der USC Thornton School of Music, das Schreiben von Musik für Dokumentarfilme über Adolf Eichmann und Josef Mengele, als musikalische Leiter einer nationalen Tour zum 100. Geburtstag von Cole Porter und die Veröffentlichung seiner Autobiographie, Counterpoint: The Journey of a Music Man.
Harnell ist der Vater des Schauspielers und Sängers Jess Harnell (* 1963) und des Jazz-Schlagzeugers Jason Harnell.